# 安娜·李奧諾文斯
安娜·李奧諾文斯（英語：Anna Harriette Leonowens，1831年11月5日—1915年1月19日），英国旅行作家、教育家、社会活动家。出生于英属印度。
1862年時應暹羅王室邀請，由新加坡前往暹羅擔任拉瑪四世的家庭教師直到1867年她搬至加拿大為止，後來她將此經歷寫成回憶錄《安娜與國王：曼谷皇宮六年回憶錄》（The English governess at the Siamese court：recollections of six years in the royal palace at Bangkok），描述泰國王室生活。

## 改編作品
- 曾被改編成著名百老匯音樂劇《國王與我》
- 三次拍成電影，搬到大銀幕。